# ISO 31
ISO 31（国际标准化组织1992年制定的质量与单位标准）是一个被国际广泛认可的物理量和量度单位的样式指引。全球的科学和教育文件中的公式都是参照这个标准列出的。大多数国家的数学和物理教科书中的符号都依据ISO 31给出的建议书写。该标准目前已被ISO/IEC 80000取代。

## 14个部分
- ISO 31-0：总则
- ISO 31-1：空间和时间（由ISO/IEC 80000-3:2007取代）
- ISO 31-2：周期及其有关现象（由ISO/IEC 80000-3:2007取代）
- ISO 31-3：力学（由ISO/IEC 80000-4:2006取代）
- ISO 31-4：热学（由ISO/IEC 80000-5取代）
- ISO 31-5：电学和磁学（由ISO/IEC 80000-6取代）
- ISO 31-6：光及有关电磁辐射（由ISO/IEC 80000-7取代）
- ISO 31-7：声学（由ISO/IEC 80000-8:2007取代）
- ISO 31-8：物理化学和分子物理学（由ISO/IEC 80000-9取代）
- ISO 31-9：原子核物理学（由ISO/IEC 80000-10取代）
- ISO 31-10：核反应和离子辐射
- ISO 31-11：物理科学技术领域用数学代码和符号（由ISO/IEC 80000-2:2009取代）
- ISO 31-12：特征数（由ISO/IEC 80000-11取代）
- ISO 31-13：固态物理学（由ISO/IEC 80000-12取代）

IEC 60027是另一个质量与单位的国际标准。ISO 31和IEC 60027分别由国际标准化组织和国际电工委员会制定。由两个组织合作制定的ISO/IEC 80000国际单位制中的量与等式也引入了新国际数量体系（International System of Quantities (ISQ)）。ISO/IEC 80000取代了IEC 60027的部分内容以及ISO 31。